# Ванек, Ярослав
Ярослав Ванек (чеш. Jaroslav Vanek; 20 апреля 1930, Прага — 15 ноября 2017) — американский экономист чешского происхождения.

## Биография
Ярослав Ванек родился в 1930 году в Праге. Среднее образование получил в Пражской гимназии. Первую учёную степень по статистике, математике и экономике получил в 1952 году в Сорбонне. В 1954 году окончил аспирантуру по экономике в Женевском университете.
В 1955 году эмигрировал в США. В 1957 году стал доктором философии в Массачусетском Технологическом институте. В конце пятидесятых годов Ванек устроился преподавателем в Корнеллский университет, где работал профессором экономики (1966 г.), профессором мировой экономики (1969 г.) и руководителем программы «Долевое участие и системы, управляемые рабочими» (1970 г.).
Также работал в качестве приглашённого профессора в Белградском Институте экономики (1972), Лёвенском Католическом университете (1974), Голландском институте продвинутых исследований в гуманитарных и социальных науках (1975-6) и Гаагском институте социальных исследований (1978).
В 1971 году Ярослав Ванек был консультантом правительства Перу. В 1978—1979 годы был экономическим советником премьер-министра Турции.
Входит в список «ста великих экономистов после Кейнса» по версии М. Блауга.
Умер 15 ноября 2017 года в городе Итака, штат Нью-Йорк.

## Основные произведения
- «Международная торговля: теория и экономическая политика» (International Trade: Theory and Economic Policy, 1962);
- «Максимальный экономический рост» (Maximal Economic Growth, 1968);
- «Экономика участия: гипотеза об эволюции и стратегия развития» (The Participating Economy: An Evolutionary Hypothesis and a Development Strategy, 1971);
- «Экономика, управляемая рабочими: эссе Ярослава Ванека» (The Labor-managed Economy: Essays by Jaroslav Vanek. Cornell University Press, 1977).